# Antiblemma hembrilla
Antiblemma hembrilla là một loài bướm đêm trong họ Erebidae.